# Гостре захворювання
У медицині хвороба називається гострою, якщо вона виникла нещодавно. Іноді це означає коротку тривалість хвороби. Кількісне визначення того, скільки часу становить «короткий» і «нещодавній», залежить від захворювання та контексту, але основне позначення «гострого» завжди якісно відрізняється від «хронічного», яке позначає тривале захворювання (наприклад, при гострому лейкозі та хронічному лейкозі).
У контексті поняття «гостра хвороба» мається на увазі гостра фаза (тобто короткий перебіг) будь-якого захворювання.   Наприклад, у статті про виразковий ентерит у домашньої птиці автор каже, що «при гострому перебігу захворювання може бути підвищена смертність без будь-яких явних ознак»,  маючи на увазі гостру форму або фазу виразкового ентериту.

## Варіації значень
Легкий забій пальця на нозі - це гостра травма. Подібним чином, багато випадків гострих інфекцій верхніх дихальних шляхів і гострого гастроентериту у дорослих протікають легко і зазвичай проходять протягом кількох днів або тижнів.
Термін "гострий" також входить у визначення декількох захворювань, таких як важкий гострий респіраторний синдром, гостра лейкемія, гострий інфаркт міокарда і гострий гепатит. Це дозволяє відрізнити захворювання від їх хронічних форм, таких як хронічна лейкемія, або щоб підкреслити раптовий початок захворювання (гострий інфаркт міокарда). 

### Пов’язана термінологія
| термін      | Значення |
| ----------- | --- |
| Перакутний  | Дуже гострий або жорстокий. Позначає фульмінантний, тоді як «гострий» лише іноді означає фульмінантний. Per acute («дуже») не слід плутати з pre acute («до», протилежність післягострому).                                                                                        |
| Рекурентний | «Те, що трапляється знову» — поняття часто є одним із кількох гострих епізодів. Рецидивний може означати те саме, що рекурентний, хоча рецидив зазвичай використовується для опису повернення проявів хронічних захворювань, які переходять у стадію ремісії, а потім рецидивують. |
| Загострення | Виражена маніфестація хронічного захворювання. Термін застосовують при різних станах, включаючи печінкову недостатність субдуральну гематому ниркову недостатність дихальну недостатність і бронхіт .                                                                              |
|             | |
| Підгострий  | Нечітко визначений стан, який явно не є гострим, а скоріше лежить між гострим і хронічним наприклад підгострий ендокардит або підгострий склерозуючий паненцефаліт. |
|             | |

## Невідкладна допомога
Невідкладна допомога – це раннє та спеціалізоване лікування дорослих пацієнтів, які мають широкий спектр захворювань, що потребують ургентної або невідкладної допомоги, як правило, протягом 48 годин після госпіталізації або направлення від лікарів інших спеціальностей. 
Лікарні невідкладної допомоги – це лікарні, призначені для короткострокового медичного та/або хірургічного втручання та догляду. Лікар невідкладної допомоги є медичною спеціальністю у галузі невідкладної медицини, оскільки часто первинна медична допомога не здатна виконувати цю роль. 